# Patricia Tallmanová
Patricia J. Tallmanová (* 4. září 1957 Pontiac, Illinois) je americká herečka a kaskadérka.
Vystudovala divadelní umění na Carnegie Mellon University. V televizi se poprvé objevila v roce 1981 v epizodní roli v seriálu Rytíři, v průběhu 80. let hrála např. také ve filmu Stuck on You! či seriálech Generations a Hard Time on Planet Earth. 90. léta jsou v její kariéře spojená se sci-fi. V letech 1992 a 1993 několikrát hostovala v seriálu Star Trek: Nová generace (bezpečnostní důstojník v epizodě „Z pozice síly“, Kiros v epizodě „Moje loď“ a mimozemšťanka v romulanské podobě v epizodě „Past v čase“), v letech 1993 až 1995 v seriálu Star Trek: Stanice Deep Space Nine (Nima v epizodě „Bojová linie“, taktický důstojník ve dvojepizodě „Cesta válečníka“ a zdravotní sestra Tagana v epizodě „Dotek Múzy“) a v letech 1996 a 1997 v seriálu Star Trek: Vesmírná loď Voyager (důstojnice Voyageru ve dvojepizodě „Základy“ a taresianská žena v epizodě „Hýčkaný syn“). Její největší rolí byla postava telepatky Lyty Alexanderové v seriálu Babylon 5 (1995–1998). Poprvé si ji zahrála v pilotním filmu Babylon 5: Vesmírný sumit (1993), během druhé a třetí řady seriálu se jednalo o vedlejší postavu, ve čtvrté a páté sezóně již patřila mezi hlavní charaktery. Objevila se též v navazujícím snímku Babylon 5: Třetí prostor (1998). Hrála též např. ve filmu Austin Powers: Špionátor či seriálech Sheena, Beze stopy, Námořní vyšetřovací služba a Castle na zabití.
Jako kaskadérka zastupovala herce ve filmech a seriálech jako např. Tales from the Darkside, Star Trek: Nová generace, Jurský park, Addamsova rodina 2, Bláznivá střela 33 a 1/3: Poslední trapas, Star Trek: Generace, Star Trek: Vesmírná loď Voyager, Godzilla, Star Trek: Stanice Deep Space Nine či Austin Powers: Špion, který mě vojel.